# Rhynchospora stenophylla
Rhynchospora stenophylla är en halvgräsart som beskrevs av Alvin Wentworth Chapman. Rhynchospora stenophylla ingår i släktet småag, och familjen halvgräs. Inga underarter finns listade i Catalogue of Life.